# Bulna
Bulna (łac. Diocesis Bulnensis) – stolica historycznej diecezji w Cesarstwie rzymskim w prowincji Afryka Prokonsularna, sufragania metropolii Kartagina. Współcześnie w Tunezji. Obecnie katolickie biskupstwo tytularne.

## Biskupi tytularni
| Lp. | Biskup         | Funkcja                                             | Od                   | Do              |
| --- | -------------- | --------------------------------------------------- | -------------------- | --------------- |
| 1   | Joseph Werth   | administrator apostolski Zachodniej Syberii (Rosja) | 13 kwietnia 1991     | 11 lutego 2002  |
| 2   | Josef De Kesel | biskup pomocniczy Mechelen-Brukseli (Belgia)        | 20 marca 2002        | 25 czerwca 2010 |
| 3   | Jan Sobiło     | biskup pomocniczy Charkowa-Zaporoża (Ukraina)       | 30 października 2010 |                 |